# MTUS1
MTUS1‏ (Microtubule associated scaffold protein 1) هوَ بروتين يُشَفر بواسطة جين MTUS1 في الإنسان.